# سقنقور قزم
سقنقور قزم (الاسم العلمي: Nannoscincus)، جنس عظاءات صغيرة القد من فصيلة السقنقورية. تستوطن أنواعه كاليدونيا الجديدة.

## الأنواع
الأنواع الـ 12 التالية تُعرف بأنها صحيحة.
- Nannoscincus exos Bauer & Sadlier, 2000 - سقنقور قزم شمالي
- Nannoscincus fuscus ألبرت غونتر, 1872
- Nannoscincus garrulus Sadlier, Bauer & S.A. Smith, 2006
- Nannoscincus gracilis (Bavay, 1869) -سقنقور كاليدونيا الجديدة القزم الرشيق، سقنقور قزم رشيق، سقنقور قزم رفيع
- Nannoscincus greeri Sadlier, 1987 - سقنقور قزم غرير
- Nannoscincus hanchisteus Bauer & Sadlier, 2000 - سقنقور قزم بينداي
- Nannoscincus humectus Bauer & Sadlier, 2000 - Forêt Plate dwarf skink
- Nannoscincus koniambo Sadlier, Bauer, A.H. Whitaker & Wood, 2014
- Nannoscincus manautei Sadlier, Bauer, A.H. Whitaker & S.A. Smith, 2004
- Nannoscincus mariei (Bavay, 1869) - سقنقور قزم عديم الأذنين
- Nannoscincus rankini Sadlier, 1987 - سقنقور قزم رانكين
- Nannoscincus slevini (آرثر لوفريدج  [لغات أخرى]‏, 1941) - سقنقور قزم سليفين

تنبيه: تشير التسمية النائية التي بين قوسين إلى أن هذا النوع وصف في الأصل في جنس آخر غير السقنقور القزم.

## للاستزادة
- ألبرت غونتر (1872). "On some new Species of Reptiles and Fishes collected by J. Brenchley, Esq." Ann. Mag. Nat. Hist., Fourth Series 10 (60): 418–426. (Nannoscincus, new genus, p. 421).